# Zedlach
Zedlach is een dorp in de Oostenrijkse gemeente Matrei in Osttirol. Er woonden 155 mensen in 2001. Het dorp ligt op 1260 meter hoogte. Het ligt aan de ingang van het Virgental. Zedlach wordt gezien als een van de oudste nederzettingen in Osttirol ten noorden van Lienz.

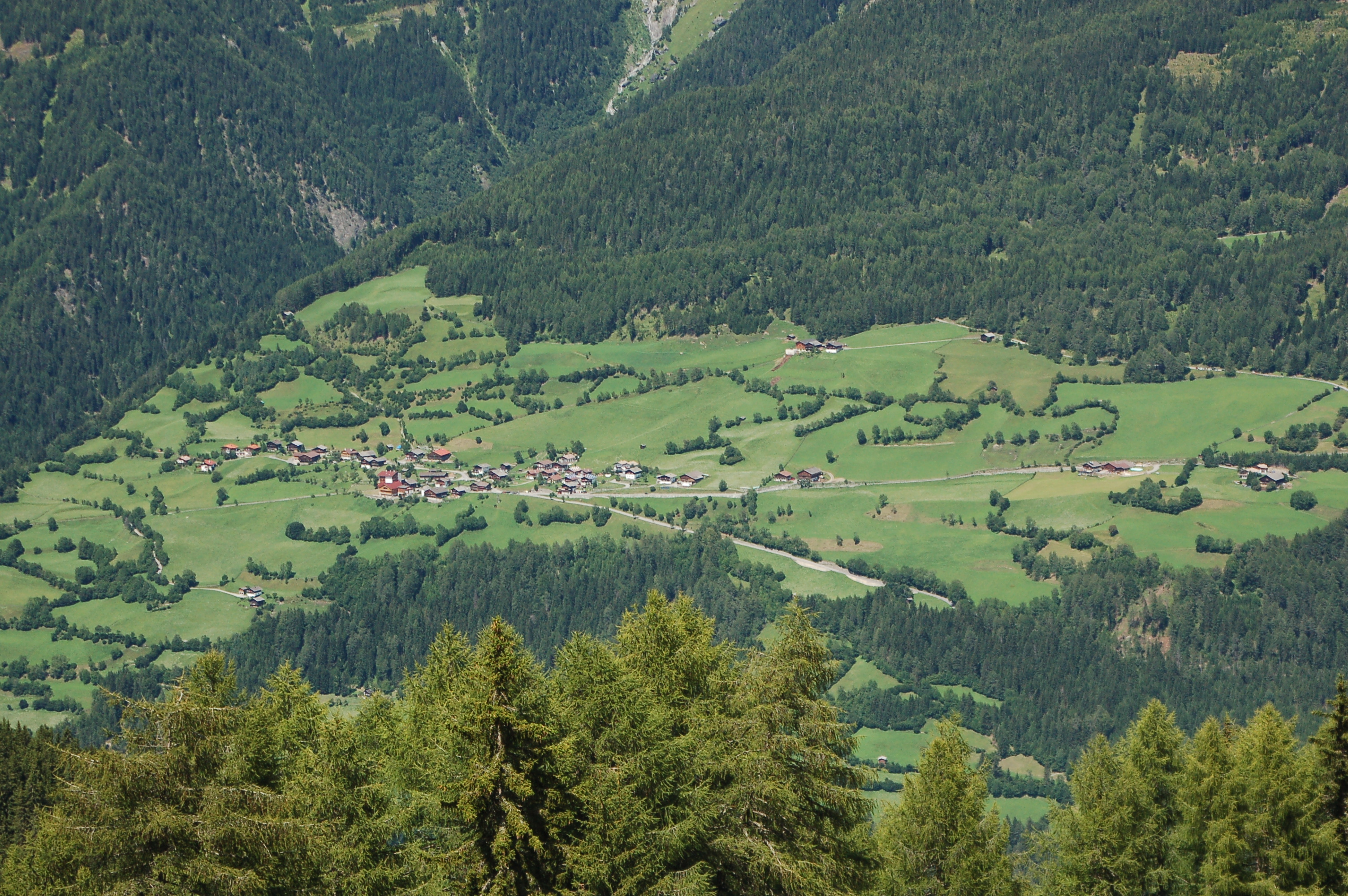
Panorama